# Isaac Roberts
Isaac Roberts, född 27 januari 1829 i Groes, Denbighshire, död 17 juli 1904, var en brittisk (walesisk) astronom; gift 1901 med Dorothea Klumpke. 
Roberts ägnade sig först åt affärsverksamhet, men övergick senare helt till astronomin. Han innehade ett privatobservatorium i Crowborough Hill vid Crowborough i Sussex, och utförde där banbrytande arbeten inom astrofotografin. Framför allt tillhör honom förtjänsten att ha ådagalagt spegelteleskopens stora fördelar vid det fotografiska studiet av nebulosorna. 
Förutom ett flertal avhandlingar i facktidskrifter publicerade han ett stort arbete, Photographs of Stars, Starclusters and Nebulæ, Together with Information Concerning the Instruments and the Methods Employed in the Pursuit of Celestial Photography (två band, 1893, 1899), där han nedlade de viktigaste resultaten av sina astrofotografiska undersökningar.